# 城西乡 (安岳县)
城西乡，是中华人民共和国四川省资阳市安岳县曾经下辖的一个乡。2019年12月，撤销城西乡，将其所属行政区域划归岳阳镇管辖。

## 行政区划
城西乡撤销前下辖以下地区：
慈云村、牛角村、油榨村、凤形村、船坝村、盐井村、庙湾村、报国村、云台村和宝马村。